# Jawornik-Przedmieście
Jawornik-Przedmieście – wieś w Polsce położona w województwie podkarpackim, w powiecie przeworskim, w gminie Jawornik Polski.
| SIMC    | Nazwa        | Rodzaj    |
| ------- | ------------ | --------- |
| 0604005 | Barć         | część wsi |
| 0604011 | Bazary       | część wsi |
| 0604028 | Górny Koniec | część wsi |
| 0604034 | Łazy         | część wsi |
| 0604040 | Zadział      | część wsi |
| 0604057 | Zakościół    | część wsi |
| 0604063 | Zawada       | część wsi |

W latach 1975–1998 miejscowość administracyjnie należała do województwa przemyskiego.